# Lame prévertébrale du fascia cervical
La lame prévertébrale du fascia cervical (ou aponévrose cervicale profonde) est la partie profonde du fascia cervical.

## Description
La lame prévertébrale du fascia cervical est une aponévrose qui recouvre les muscles prévertébraux et les muscles scalènes.
Elle forme la limite postérieure d'un compartiment fibreux, qui contient le larynx et la trachée, la glande thyroïde, le pharynx et l'œsophage.
Elle passe entre les vaisseaux carotidiens et les muscles prévertébraux où elle contribue à la gaine carotidienne.
Parallèlement à la gaine carotidienne et le long de sa face médiale, une mince lame émerge et forme le fascia bucco-pharyngé qui investit étroitement les muscles constricteurs du pharynx, et se prolonge vers l'avant depuis le constricteur pharyngé supérieur jusqu'au muscle buccinateur. Elle rejoint à l'avant la lame prétrachéale.
Devant se trouve l'espace rétropharyngien limité à l'arrière par le fascia alaire.
En bas, elle s'étend derrière l'œsophage dans la cavité médiastinale postérieure du thorax et devant les muscles longs du cou et devant les muscles scalènes.
Elle forme une gaine pour les nerfs brachiaux, l'artère subclavière et la veine sous-clavière. Elle se prolonge sous la clavicule en tant que gaine axillaire.
Immédiatement au-dessus et derrière la clavicule, elle forme un espace avec la lame superficielle du fascia cervical,  la gaine des vaisseaux sous-claviers et le fascia clavi-pectoral. Dans cet espace se trouvent la partie inférieure de la veine jugulaire externe, les nerfs supra-claviculaires, les vaisseaux scapulaires et cervicaux transversaux et le ventre inférieur du muscle omo-hyoïdien.

## Insertion
En haut, la lame prévertébrale du fascia cervical est fixé à la base du crâne et aux tubercules antérieurs des processus transverses des vertèbres cervicales.
Sous la clavicule elle s'attache à la face profonde du fascia clavi-pectoral.
En bas, elle se confond périphériquement avec le fascia endothoracique et fusionne avec le ligament longitudinal antérieur au niveau de la vertèbre T3.

## Variantes descriptives
Dans certaines publications et dans la nomenclature TA2, il est considéré que la lame prévertébrale du fascia cervical comprend deux couches, une première couche formant le fascia prévertébral proprement dit. Et une autre latérale ou pré-musculaire qui engaine les branches antérieures des nerfs spinaux au niveau du rachis.
On lui adjoint aussi le fascia scalène englobant les muscles scalènes, ainsi que le fascia nuchal.

## Aspect clinique
Du fait de la structure de la lame prévertébrale du fascia cervical, l'espace rétropharyngien est en rapport avec l'espace thoracique par l'intermédiaire de l'espace sus-claviculaire. Cette zone est considérée comme une zone de danger pour la propagation des infections entre les deux zones.